# زرنشت
شهر زرنشت (به رومانیایی: Zărneşti) در شهرستان براشوو در کشور رومانی واقع شده‌است. جمعیت این شهر ۲۶٬۵۲۰ نفر  است.

## نگارخانه

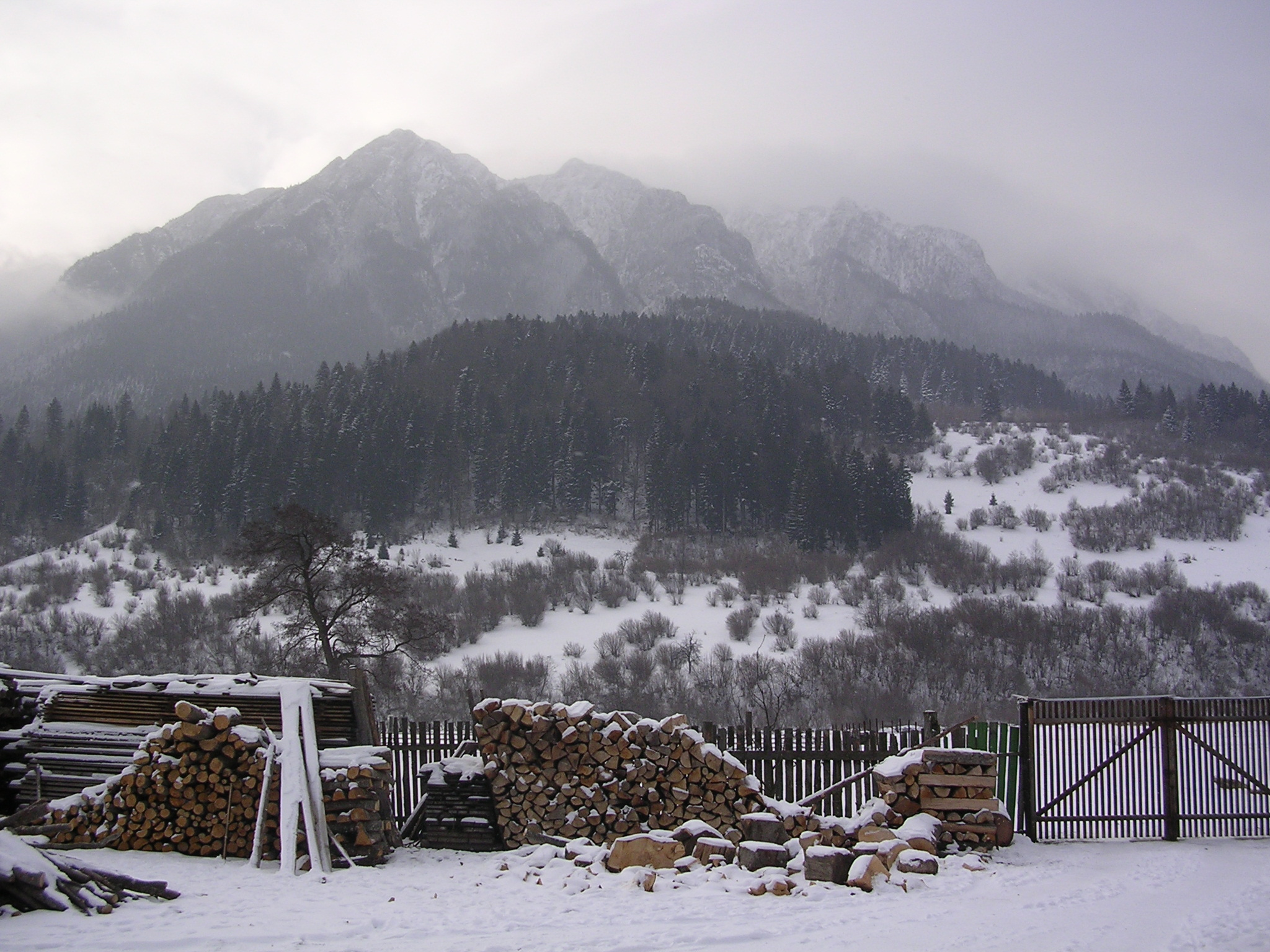